# 柘林水库
柘林水库位于中华人民共和国江西省九江市永修县、武宁县之间，是在永修柘林镇筑坝拦截修水而形成的以防洪、发电、灌溉、养殖为主要功能的大（一）型水库。以柘林湖之名和云居山联合列为中国国家重点风景名胜区。因位于庐山之西，近年来又被称为庐山西海。
水域面积308平方公里，设计库容79.2亿立方米；大坝高度63.5米，是亚洲最大的土坝。湖中有岛屿1667个；湖水能见度11米。1958年7月开始建设，1972建成。建设时淹没耕地172000亩，迁移人口99845人。
1972年1月大坝蓄水后，于同年10月14、16日分别诱发3.2、3.0级有感地震。
2007年6月到8月间，美国哥伦比亚广播公司（CBS）的真人秀节目《幸存者：中國》在柘林水库拍摄。